# Bjørn Farmann
Bjørn Farmann, roi de Vestfold au IXe siècle, est le fils aîné du roi Harald à la Belle Chevelure et de Svanhild, la fille du duc Eystein.

## Biographie
Bjørn intelligent et pondéré reçoit de son père le Vestfold qu’il dirige à partir de Tønsberg. La Heimskringla de Snorri Sturluson précise que contrairement à ses autres frères il ne participait guère aux expéditions guerrières mais préférait s’enrichir dans le négoce avec le nord du pays, le Danemark et la Saxe d’où son surnom de Bjørn le « Navigateur » ou le « Marchand ».
Un jour son demi-frère Eric à la Hache sanglante de retour d’une expédition dans l’est fait relâche chez Bjorn. Comme il avait besoin de provisions de boissons et de matériel il réclame à son frère le paiement du tribut dû au roi leur père pour le Vestfold.
Bjørn refuse et indique qu’il avait l’habitude de payer directement ce tribut au roi Harald Ier de Norvège en lui apportant lui-même ou par l’intermédiaire de ses émissaires. Eric furieux de ce refus quitte la ville. Puis il décide de faire demi-tour et va à la recherche de son frère. Il investit le bâtiment où se trouve Bjørn sur les hauteurs de Sem. Le roi Bjørn et ses hommes sortent et engagent le combat mais ils sont tués. Eric s’empare d’un grand butin et regagne le nord.
Bjørn avait fait un mariage digne de lui et avait un fils Gudrœd. Ce dernier étant trop jeune pour diriger le Vestfold le petit royaume est confié à Olaf Haraldsson Geirstadalf (i.e : Olaf l’Elfe-de-Geirstad), le frère de Bjørn qui élève Gudrœd Bjornsson avec son propre fils Trygvvi qui avait à peu près le même âge.